# マギアブレイク
『マギアブレイク』は、株式会社インブルー（後のgloops）より配信されていたスマートフォン用ゲームアプリ。
2014年4月1日よりサービスが開始され、2016年3月31日をもってサービスを終了した。

## システム
- 戦闘画面はサイドビュー形式。タップで悪魔達に攻撃指示、フリックで魔法指示ができる。
- 一定以上ゲージがたまると使える技、マギアブレイクを出す前にアクション方式で最大値を決定できる。
- ガチャは魔石5個や、友情ポイント200点で1回引ける。

## 登場人物
魔王《プレイヤー》
美少女悪魔達を率いる主人公。
リィネ
ある魔界のお姫様。イチゴケーキが好物。